# Station Dangé
Station Dangé is een spoorwegstation in de Franse gemeente Dangé-Saint-Romain. Het wordt bediend door de treinen van de TER Nouvelle-Aquitaine.